# Miconia johnwurdackiana
Miconia johnwurdackiana är en tvåhjärtbladig växtart som beskrevs av José Fernando Andrade Baumgratz och D'el Rei Sousa. Miconia johnwurdackiana ingår i släktet Miconia och familjen Melastomataceae. Inga underarter finns listade i Catalogue of Life.